# Chang Chun-hung
Chang Chun-hung (chinesisch 張俊宏, Pinyin Zhāng Jùnhóng, * 17. Mai 1938 in Nantou, Taiwan) ist ein taiwanischer Geschäftsmann und Politiker der Demokratischen Fortschrittspartei (DPP). Er war einer der acht Dissidenten (der "Acht von Kaohsiung"), die im Anschluss an den Kaohsiung-Vorfall (1979) zur Zeit der Kuomintang-Einparteiendiktatur zu mehrjährigen Haftstrafen verurteilt wurden, und Mitbegründer und langjähriger Geschäftsführer des taiwanischen Fernsehsenders Formosa TV. Im Jahr 2012 wurde Chang vom Obersten Gerichtshof Taiwans wegen Veruntreuung zunächst zu einer Haftstrafe von neun Jahren verurteilt, die im März 2014 nach erfolgter Revision auf zwei Jahre und sieben Monate reduziert wurde.

## Frühe politische Tätigkeit
Chang Chun-hung studierte an der Chengchi-Nationaluniversität sowie an der Nationaluniversität Taiwan, wo er 1964 einen Mastertitel in Politikwissenschaften erwarb. Später erhielt Chang eine Stelle im Büro des Zentralkomitees der Regierungspartei Kuomintang, trat der Partei jedoch nicht bei. In der folgenden Zeit schrieb er einige Zeitschriftenartikel, in denen er das Rechtssystem der Regierung kritisierte und das Problem der staatlichen Souveränität der Republik China auf Taiwan diskutierte. 1972 veröffentlichte er zusammen mit Hsu Hsin-liang das Buch "Analyse der gesellschaftlichen Kräfte in Taiwan (chin.: 台灣社會力的分析 Táiwān shèhuìlì de fēnxī), in dem argumentiert wird, dass politische Reformen eine breite gesellschaftliche Basis benötigen.
1973 kandidierte Chang als Parteiloser (außer der Kuomintang waren keine Parteien zugelassen) für den Stadtrat von Taipeh, verpasste aber den Einzug knapp. 1975 war er Mitbegründer der Zeitschrift "Kommentare zur taiwanischen Politik (chin.: 台灣政論 Táiwān Zhènglùn)", die jedoch bald verboten wurde. 1977 kandidierte Chang erfolgreich für den Einzug als Abgeordneter des Landkreises Nantou in die taiwanische Provinzversammlung, wo er mit Lin Yi-hsiung, Yu-Chen Yueh-ying und anderen eine "13-köpfige Dangwai-Fraktion" von nicht der Kuomintang angehörenden Abgeordneten bildete.
1979 wurde Chang Chefredakteur der neugegründeten oppositionellen Zeitschrift "Formosa". Nach einer von der Zeitschrift organisierten prodemokratischen Veranstaltung am Tag der Menschenrechte am 10. Dezember 1979 kam es zum Kaohsiung-Vorfall, in dessen Folge Chang zusammen mit anderen namhaften Dissidenten (bekannt als die "Acht von Kaohsiung") verhaftet und im April 1980 zu einer achtjährigen Gefängnisstrafe verurteilt wurde.

## Spätere politische Karriere
Nach seiner Haftentlassung 1988 trat Chang der zwei Jahre zuvor gegründeten Demokratischen Fortschrittspartei (DPP) bei und wurde ihr Generalsekretär (bis 1993).
Von 1991 bis 1992 gehörte Chang als Vertreter der DPP der Nationalversammlung an. 1992 wurde er in der Stadt Taipeh als Abgeordneter in den Legislativ-Yuan gewählt und gehörte diesem Gremium mit Unterbrechungen bis 2004 an.
Als Shih Ming-teh 1996 vom DPP-Parteivorsitz zurücktrat, übernahm Chang kommissarisch das Amt des Parteivorsitzenden. 1998 nahm er an der Wahl zum Parteivorsitzenden teil, musste sich aber Lin Yi-hsiung geschlagen geben.
In der Amtszeit des Präsidenten Chen Shui-bian (2000–2008) war Chang zeitweise als Vize-Geschäftsführer der Straits Exchange Foundation tätig.
In späterer Zeit tat sich Chang des Öfteren als Kritiker seiner Partei und der von seiner Partei gestellten Regierung hervor und kündigte am 7. November 2007 an, im folgenden Jahr für das Präsidentenamt kandidieren zu wollen, er meldete sich schließlich aber doch nicht an.
Ende 2009 kandidierte Chang für das Amt des Landkreisvorsitzenden von Nantou. Während des Wahlkampfs trat er in einen Hungerstreik, um gegen die acht erfolglosen Jahre, die seine Partei DPP an der Macht gewesen war, zu protestieren. Am Ende wurde er nicht gewählt.

## Veruntreuungsskandal
Zusammen mit anderen hatte Chang im Jahr 1996 Formosa TV, den ersten privaten Fernsehsender in Taiwan, gegründet und war jahrelang als Geschäftsführer des Senders tätig.
Im Oktober 2004 kamen in dem Sender Veruntreuungsfälle ans Licht. Chang bestritt, von den Vorgängen zu wissen, erklärte aber, er werde als Geschäftsführer der Justiz Rede und Antwort stehen. Die Staatsanwaltschaft Taipeh fand bei ihren Nachforschungen Indizien, die auf Veruntreuung seitens Changs hindeuteten, und erhob gegen ihn, seine Lebensgefährtin und 12 weitere Personen am 6. Juni 2006 Anklage. Chang und seiner Lebensgefährtin wurde vorgeworfen, Aktienkapital des Fernsehsenders für private Investitionsgeschäfte verwendet zu haben.
Am 25. Oktober 2007 verurteilte das Amtsgericht Taipeh Chang zu einer Haftstrafe von 11 Jahren wegen Veruntreuung. Chang legte Berufung ein. Am 13. November 2012 legte der Oberste Gerichtshof Taiwans in zweiter Instanz die Strafe zunächst auf neun Jahre fest, sie wurde nach erfolgter Revision jedoch im Februar 2014 nochmals auf zwei Jahre und sieben Monate reduziert.